# یولداشوو (شهرستان کاراایدلسکی، باشقیرستان)
یولداشوو (انگلیسی: Yuldashevo, Karaidelsky District, Republic of Bashkortostan) یک شهرک در شهرستان کاراایدلسکی استان باشقیرستان کشور روسیه است.